# Prima Categoria (1906)
Prima Categoria 1905 (z wł. Pierwsza Kategoria) – były 9.edycją najwyższej klasy mistrzostw Włoch w piłce nożnej organizowanych przez FIF, które odbyły się od 7 stycznia 1906 do 6 maja 1906. Mistrzem został Milan CFC, zdobywając swój drugi tytuł.

## Organizacja
Liczba uczestników została skrócona z 6 do 5 drużyn.

## Kluby startujące w sezonie
| Klub            | Miasto   | Region    |
| --------------- | -------- | --------- |
| SG Andrea Doria | Genua    | Liguria   |
| Genoa CFC       | Genua    | Liguria   |
| Juventus        | Turyn    | Piemont   |
| Milan CFC       | Mediolan | Lombardia |
| US Milanese     | Mediolan | Lombardia |

## Eliminacje

### Grupa 1 (Liguria)
7 stycznia
Genoa CFC – SG Andrea Doria 3:1
14 stycznia
SG Andrea Doria – Genoa CFC 0:1
awans: Genoa

### Grupa 2 (Lombardia)
7 stycznia
Milan CFC – US Milanese 4:3
14 stycznia
US Milanese – Milan CFC 1:2
awans: Milan

### Grupa 3 (Piemont)
awans: Juventus

## Runda finałowa
| #  | Klub          | M | Zw. | Rem. | Por. | BR | BS | +/- | Pkt. |
| -- | ------------- | - | --- | ---- | ---- | -- | -- | --- | ---- |
| 1. | Milan CFC     | 4 | 2   | 1    | 1    | 7  | 4  | +3  | 5    |
| 1. | Juventus F.C. | 4 | 2   | 1    | 1    | 5  | 3  | +2  | 5    |
| 3. | Genoa CFC     | 4 | 0   | 2    | 2    | 3  | 8  | -5  | 2    |

21 stycznia
Genoa CFC – Juventus F.C. 1:1
4 marca
Genoa CFC – Milan CFC 2:2
11 marca
Juventus F.C. – Milan CFC 2:1
18 marca
Juventus F.C. – Genoa CFC 1:0
1 kwietnia
Genoa CFC – Juventus F.C. 0:2
8 kwietnia
Milan CFC – Genoa CFC 2:0 (walkower)
22 kwietnia
Milan CFC – Juventus F.C. 1:0

## Finał
29 kwietnia
Juventus F.C. – Milan CFC 0:0 (po dogrywce)
Ostatni mecz Milan rozegrał w składzie: Trerč A., Kilpin, Meschia, Bosshard, Giger, Henberger, Pedroni G., Rizzi, Colombo G., Widmer, Trerč S.
Rewanż
6 maja
Milan CFC – Juventus F.C. 2:0 (walkower)